# Psilotrichum ferrugineum
Psilotrichum ferrugineum là loài thực vật có hoa thuộc họ Dền. Loài này được (Roxb.) Moq. miêu tả khoa học đầu tiên năm 1849.